# Морін Джордж
Морін Джордж (1 вересня 1955) — зімбабвійська хокеїстка на траві.
Олімпійська чемпіонка 1980 року.